# Ле (Эн)
Ле (фр. Laiz) — коммуна во Франции, находится в регионе Рона — Альпы. Департамент — Эн. Входит в состав кантона Пон-де-Вель. Округ коммуны — Бурк-ан-Брес.
Код INSEE коммуны — 01203.

## География
Коммуна расположена приблизительно в 350 км к юго-востоку от Парижа, в 55 км севернее Лиона, в 27 км к западу от Бурк-ан-Бреса.
На севере коммуны протекает река Вель.

## Население
Население коммуны на 2010 год составляло 1130 человек.
| 1962 | 1968 | 1975 | 1982 | 1990 | 1999 | 2010 |
| ---- | ---- | ---- | ---- | ---- | ---- | ---- |
| 413  | 388  | 433  | 567  | 806  | 990  | 1130 |

## Администрация
| Период | Период | Фамилия       | Партия | Примечания |
| ------ | ------ | ------------- | ------ | ---------- |
| 1995   | 2001   | Жан-Мари Боде |        |            |
| 2001   | 2020   | Ив Занканаро  |        |            |

## Экономика
В 2010 году среди 766 человек трудоспособного возраста (15—64 лет) 572 были экономически активными, 194 — неактивными (показатель активности — 74,7 %, в 1999 году было 77,2 %). Из 572 активных жителей работали 531 человек (276 мужчин и 255 женщин), безработных было 41 (18 мужчин и 23 женщины). Среди 194 неактивных 76 человек были учениками или студентами, 84 — пенсионерами, 34 были неактивными по другим причинам.

## Фотогалерея

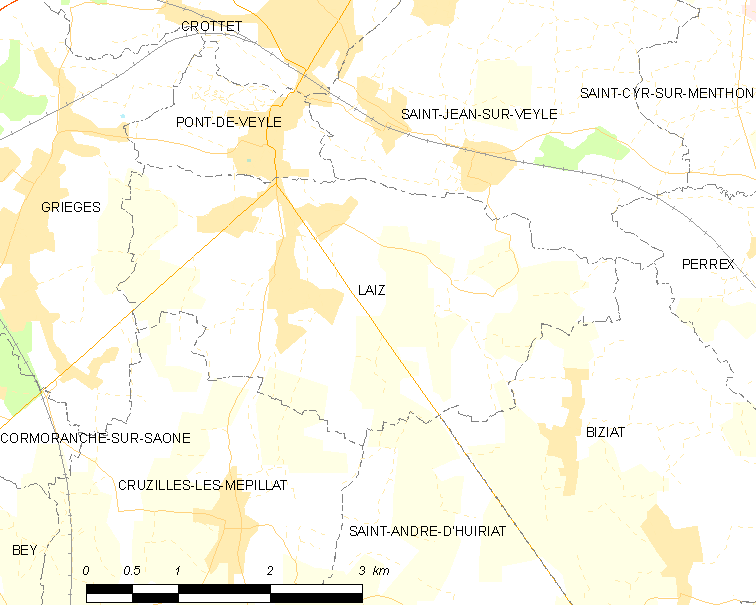
Карта коммуны